# Енох Кофі Аду
Енох Кофі Аду (англ. Enoch Adu, нар. 14 вересня 1990, Кумасі) — ганський футболіст, півзахисник клубу «М'єльбю».

## Клубна кар'єра
Розпочав займатись футболом на батьківщині в клубі «Ліберті Профешиналс». 23 вересня 2008 року разом зі співвітчизником Абейку Кванса перейшов до французької «Ніцци», в якій провів два сезони, але так і не зіграв жодного матчу за основну команду.
16 липня 2010 року ганець перейшов до данського «Норшелланна». Там Аду швидко став важливим гравцем і стабільно став виходити в стартовому складі. Аду був важливою частиною команди, яка виграла Кубок Данії у сезоні 2010/11, зігравши в тому числі і у фінальному матчі. У наступному сезоні Енох Кофі допоміг команді виграти свій перший чемпіонський титул і вперше в історії кваліфікуватись до групового етапу Ліги чемпіонів УЄФА. Там Аду зіграв у всіх шести матчах, але клуб здобув лише одне очко (домашня нічия з «Ювентусом») і зайняв останнє місце в своїй групі. 
На початку 2013 року Аду перейшов до бельгійського «Брюгге». Аду грав досить регулярно протягом решти сезону 2012/13. Тим не менше, під час свого другого сезону в клубі він став рідше виходити на поле і в кінці року був відданий в оренду до літа 2014 року в норвезький «Стабек».
Влітку 2014 року ганський півзахисник підписав контракт зі шведським «Мальме». Він зіграв 15 матчів за «Мальме» в другій частині сезону 2014 і допоміг клубу захистити свій титул чемпіона, а також здобути Суперкубок Швеції і пробитись до групового етапу Ліги чемпіонів УЄФА 2014/15. Наразі встиг відіграти за команду з Мальме 35 матчів в національному чемпіонаті.

## Виступи за збірну
Аду представляв збірну Гани до 17 років на юнацькому Кубку світу 2007 року в Кореї, де зіграв шість матчів і зайняв з командою 4 місце.

## Статистика виступів

### Статистика клубних виступів
| Сезон                   | Клуб                    | Чемпіонат               | Чемпіонат | Чемпіонат | Національний кубок | Національний кубок | Національний кубок | Континентальні кубки | Континентальні кубки | Континентальні кубки | Суперкубок | Суперкубок | Суперкубок | Усього | Усього |
| Сезон                   | Клуб                    | Ліга                    | Ігор      | Голів     | Ліга               | Ігор               | Голів              | Ліга                 | Ігор                 | Голів                | Ліга       | Ігор       | Голів      | Ігор   | Голів  |
| ----------------------- | ----------------------- | ----------------------- | --------- | --------- | ------------------ | ------------------ | ------------------ | -------------------- | -------------------- | -------------------- | ---------- | ---------- | ---------- | ------ | ------ |
| 2008-09                 | «Ніцца»                 | Л1                      | 0         | 0         | КФ+КЛ              | 0                  | 0                  | —                    | —                    | —                    | —          | —          | —          | 0      | 0      |
| 2009-10                 | «Ніцца»                 | Л1                      | 0         | 0         | КФ+КЛ              | 0                  | 0                  | —                    | —                    | —                    | —          | —          | —          | 0      | 0      |
| Усього за «Ніццу»       | Усього за «Ніццу»       | Усього за «Ніццу»       | 0         | 0         |                    | 0                  | 0                  |                      | —                    | —                    |            | —          | —          | 0      | 0      |
| 2010-11                 | «Нордшелланд»           | СЛ                      | 29        | 0         | КД                 | 5                  | 0                  | ЛЄ                   | 2                    | 0                    | —          | —          | —          | 36     | 0      |
| 2011-12                 | «Нордшелланд»           | СЛ                      | 32        | 0         | КД                 | 2                  | 0                  | ЛЄ                   | 1                    | 0                    | —          | —          | —          | 35     | 0      |
| 2012-13                 | «Нордшелланд»           | СЛ                      | 18        | 0         | КД                 | 0                  | 0                  | ЛЧ                   | 6                    | 0                    | —          | —          | —          | 24     | 0      |
| Усього за «Нордшелланд» | Усього за «Нордшелланд» | Усього за «Нордшелланд» | 79        | 0         |                    | 7                  | 0                  |                      | 9                    | 0                    |            | —          | —          | 95     | 0      |
| 2012-13                 | «Брюгге»                | Д1                      | 11        | 0         | КБ                 | —                  | —                  | ЛЧ+ЛЄ                | —                    | —                    | —          | —          | —          | 11     | 0      |
| 2013-14                 | «Брюгге»                | Л1                      | 7         | 0         | КБ                 | 0                  | 0                  | ЛЄ                   | 0                    | 0                    | —          | —          | —          | 7      | 0      |
| Усього за «Брюгге»      | Усього за «Брюгге»      | Усього за «Брюгге»      | 18        | 0         |                    | 0                  | 0                  |                      | 0                    | 0                    |            | —          | —          | 18     | 0      |
| 2014                    | «Стабек»                | ТЛ                      | 16        | 1         | КН                 | 4                  | 2                  | —                    | —                    | —                    | —          | —          | —          | 20     | 3      |
| 2014                    | «Мальме»                | A                       | 15        | 0         | КШ                 | 1                  | 1                  | ЛЧ                   | 8                    | 0                    | —          | —          | —          | 24     | 1      |
| Усього                  | Усього                  | Усього                  | 128       | 1         |                    | 12                 | 3                  |                      | 17                   | 0                    |            | —          | —          | 157    | 4      |

## Титули і досягнення
- Чемпіон Африки (U-20): 2009
- Володар Кубка Данії (1):

«Норшелланн»: 2010-11
- Чемпіон Данії (1):

«Норшелланн»: 2011-12
- Чемпіон Швеції (1):

«Мальме»: 2014
- Володар Суперкубка Швеції  (1):

«Мальме»: 2014